# Missa do Galo
Missa do Galo é a missa celebrada na Véspera de Natal que começa à meia noite do dia 24 para o dia 25 de Dezembro. A expressão “Missa do Galo” é específica dos países latinos e deriva da lenda ancestral segundo a qual à meia-noite do dia 24 de dezembro um galo teria cantado fortemente, como nunca ouvido de outro animal semelhante, anunciando a vinda do Messias, filho de Deus vivo, Jesus Cristo.

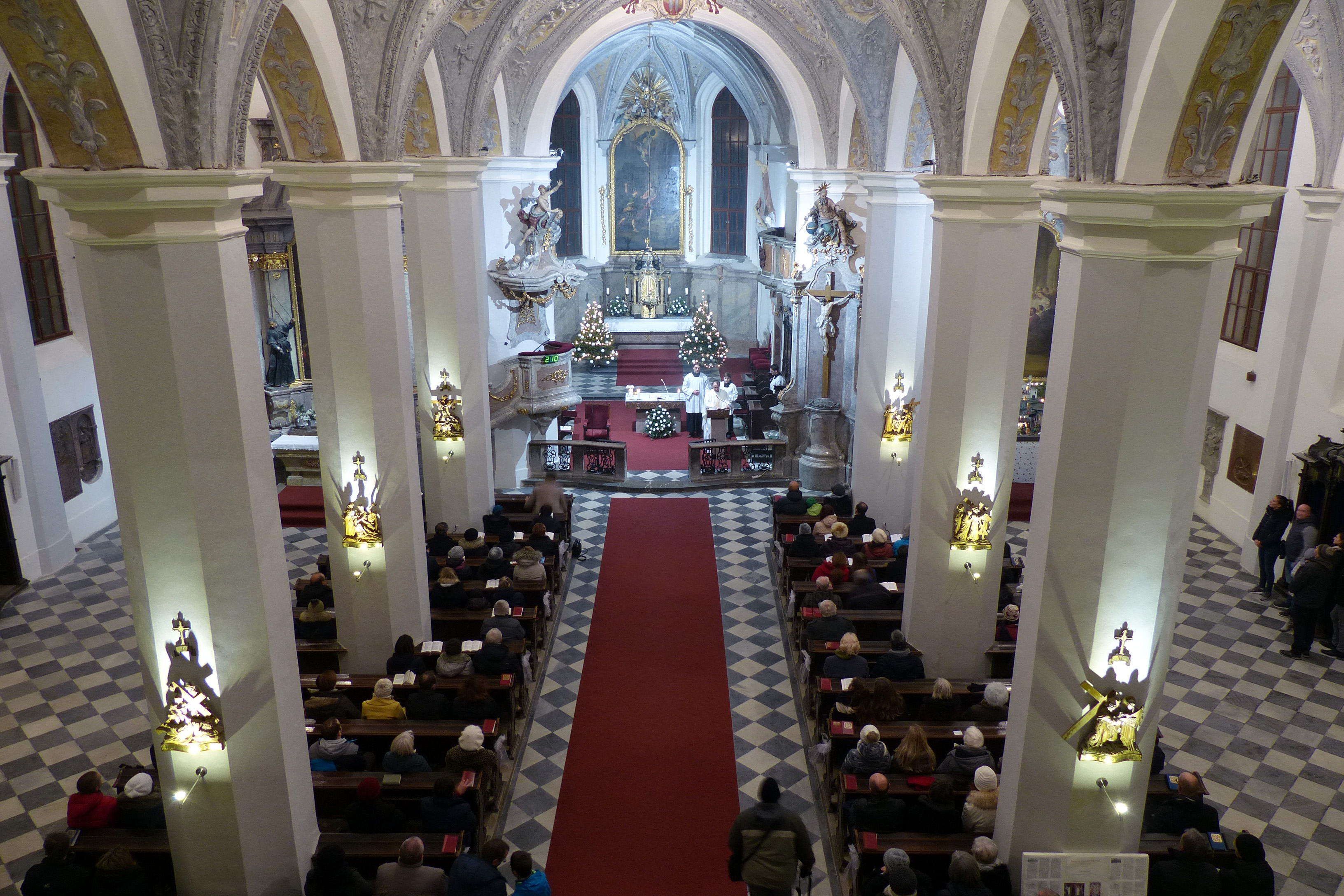
A Missa da meia-noite, solenemente celebrada na República Checa.

Uma outra lenda, de origem espanhola, conta que antes de baterem as 12 badaladas da meia noite de 24 de Dezembro, cada lavrador da província de Toledo, em Espanha, matava um galo, em memória daquele que cantou quando São Pedro negou Jesus três vezes, por ocasião da sua morte. A ave era depois levada para a Igreja a fim de ser oferecida aos pobres que viam, assim, o seu Natal melhorado. Era costume, em algumas aldeias espanholas, levar o galo para a Igreja para este cantar durante a missa, significando isto um prenúncio de boas colheitas. Mas isso era antigamente pois agora isso é proibido.
Outra origem da expressão é citada em o De onde vêm as palavras, de Deonísio da Silva (Editora A Girafa): como o fato de a Missa de Natal normalmente terminar muito tarde "quando as pessoas voltavam para casa, os galos já estavam cantando".

## Origem histórica e características
O Natal significa o nascimento de Cristo, que se revive numa celebração próxima da meia noite, pela convicção de que o nascimento teria ocorrido por essa hora. Por tradição se associa a época natalícia à família, pois o nascimento de uma criança é sempre motivo de reunião e celebração.
Para celebrar o nascimento de Jesus, a missa do galo foi instituída no século V, após o Primeiro Concílio de Éfeso (431), começando a ser celebrada oficialmente na basílica erigida no monte Esquilino pelo papa Sisto III, dedicada a Nossa Senhora - posteriormente denominada Basílica de Santa Maria Maior. É celebrada à meia noite do dia 24 de dezembro para o dia 25, tendo recebido tal nome por se acreditar que por volta deste horário, há 2021 anos atrás, um galo cantou fortemente anunciando a vinda do Messias. O galo foi escolhido como símbolo desta celebração porque, historicamente e tradicionalmente, representa vigilância, fidelidade e testemunho cristão.
Segundo o Monsenhor José Roberto Rodrigues Devellard, Coordenador da Comissão de Arte Sacra da Arquidiocese do Rio de Janeiro, o nome "Missa do Galo" teve origem no fato de Jesus ser considerado o sol nascente que veio nos visitar, clareando a escuridão. Por isso, nas igrejas mais antigas, podemos ver um galo em seus campanários, para representar a luz Divina.
Nos primeiros séculos, as vigílias festivas eram dias de jejum. Os fiéis reuniam-se na Igreja e passavam a noite a rezar e a cantar. A Igreja era toda iluminada com lâmpadas de azeite e com tochas. A iluminar a Palavra de Deus havia círios e tochas junto do altar, enquanto que as paredes eram revestidas de panos e tapetes. O templo era perfumado com alecrim, rosmaninho e murta. Em alguns locais mais frios, era costume deitar palha no chão para aquecer o ambiente.
O jejum da vigília conduzia ao desprendimento e contemplação do mistério religioso. Quando se aboliu o jejum, o povo continuou a chamar consoada à ceia de Natal, embora fosse mais abundante. Como era costume comer peixe, esta tradição continuou. O termo “consoada”, que significa pequena refeição, surgiu no Séc. XVII, mas só se divulgou quando a classe mais rica começou a realizar uma pequena refeição após a missa da vigília do Natal.

## Tradição católica
Na tradição católica cristã, todas as velas do advento se encontram acesas na Missa do Galo. Faz-se então celebração em missa solene e comunhão pelo nascimento do Messias, Jesus Cristo, onde além de vários outros cânticos, canta-se o tradicional cântico de Glória. Dada a sua importância e a tradição, pois anuncia o nascimento do Deus vivo, eis que o verbo se fez carne (Jo 1,14), o próprio Papa, bispo de Roma, deve conduzir a celebração pessoalmente, pois ele é sucessor de Pedro, o apóstolo que Jesus mesmo designou como primeiro dirigente da Igreja (Mt 16,18).
O Natal é a única celebração do calendário litúrgico que contempla três eucaristias: a da noite, a da aurora e a do dia. Destas três celebrações, a da noite (do galo) é a que reúne os aspectos históricos e humanos do nascimento de Cristo. Segundo São Gregório Magno a missa da noite comemora o nascimento temporal de Jesus; a da aurora ou do galo, celebra o nascimento de Jesus no coração dos fiéis; a missa do dia ou da festa, evoca o nascimento do Verbo no seio do Pai. Celebrada à meia-noite, a missa do galo, «in galli cantu», passou a ser a primeira da sequência litúrgica. Seguia-se-lhe a da «aurora» ou missa de alva (introduzida no século VI) e a missa própria do dia, que no século IV fora a primitiva celebração da festa religiosa do Natal.
A vigília de Natal começava com uma oração, com a leitura de Palavra de Deus, pregação e com um canto. Após a missa seguia-se a representação de um auto de Natal, dentro da Igreja. Antes do sol nascer, rezava-se a missa do galo ou da aurora. A meio da manhã do dia 25, celebrava-se a missa da festa. Ao entrar na Igreja, a grande curiosidade era o presépio. A missa de Natal começava com um cântico natalício. No momento do “Gloria in excelsis Deo”, as campainhas tocavam para assinalar o nascimento do Redentor. No fim da missa, todos iam beijar o menino. Em algumas Igrejas, o presépio estava tapado até à altura do cântico.
Hoje, tradicionalmente, depois da missa, as famílias voltam para suas casas, colocam a imagem do Menino Jesus no Presépio, realizam cânticos e orações em memória do Messias, filho de Deus, e confraternizam-se e compartilham a Ceia de Natal, com eventual distribuição de presentes.

## Origem do nome
O nome Missa do Galo só se usa em português e espanhol. Na maior parte do mundo cristão chama-se simplesmente missa da noite de Natal ou missa da meia noite. Nos países de língua portuguesa e espanhola é que há a tradição de se chamar Missa do Galo.
Não há uma apenas uma explicação para este nome existindo várias lendas.
Uma aponta para um Papa. Terá sido Sisto III, que em 400, instituiu uma missa para celebrar o nascimento de Cristo ‘ad galli cantus’, isto é ‘à hora que o galo canta’, tendo com isto querido dizer ao início do novo dia: a meia-noite.
Há quem avance a explicação para o insólito nome escolhido com os primórdios do cristianismo, quando os cristãos iam em peregrinação a Belém onde se encontravam para rezar à hora do primeiro canto do galo.
E também diga que há muitos muitos anos se deu o acontecimento extraordinário de um galo cantar à meia noite da véspera para o dia de Natal, assinalando a chegada de Cristo.
Finalmente, há ainda a lenda de um galo ter assistido ao nascimento do Menino Jesus – além do burro e da vaca – tendo ficado o animal com a tarefa de para sempre festejar e anunciar a data ao mundo.
Num artigo de 2010, a Agência Ecclesia, da Igreja Católica, dá mais uma razão. Esta é de origem espanhola, e “conta que antes de baterem as 12 badaladas da meia noite de 24 de dezembro, cada lavrador da província de Toledo, em Espanha, matava um galo, em memória daquele que cantou três vezes quando Pedro negou Jesus, por ocasião da sua morte”. A seguir, a “ave era depois levada para a Igreja a fim de ser oferecida aos pobres, que viam assim, o seu Natal melhorado”.
A Agência acrescenta que havia ainda o “costume, em algumas aldeias espanholas e portuguesas, de levar o galo para a Igreja para este cantar durante a missa, significando isto um prenúncio de boas colheitas”.